# شرف الحناء (السياني)

تعديل مصدري - تعديل

شرف الحناء محلة تابعة لقرية عدن جود، التابعة لعزلة الهادس بمديرية السياني إحدى مديريات محافظة إب في الجمهورية اليمنية.، بلغ تعداد سكانها 162 حسب تعداد اليمن لعام 2004.